# Compsopogonophyceae
Compsopogonophyceae är en klass rödalger. Alla arter är multicellulära. Liksom hos klassen Stylonematophyceae är Golgiapparaten förbunden med det endoplasmatiska nätverket, ER. Klassen innehåller den lågviktiga kolhydraten floridosid.
Totalt finns i klassen 67 arter, fördelade på tre ordningar.  Arterna i ordningen Compsopogonales lever i sötvatten, medan arterna i de andra ordningarna Erythropeltidales och Rhodochaetales finns i marina miljöer.

## Ordningar och familjer
- Ordning Compsopogonales
  - Familj Boldiaceae
    - Släkte Boldia

  - Familj Compsopogonaceae
    - Släkte Compsopogon
    - Släkte Pulvinaster
- Ordning Erythropeltidales
  - Familj Erythrotrichiaceae
    - Släkte Chlidophyllon
    - Släkte Erythrocladia
    - Släkte Erythropeltis
    - Släkte Erythrotrichia
    - Släkte Membranella
    - Släkte Porphyropsis
    - Släkte Porphyrostromium
    - Släkte Pyrophyllon
    - Släkte Sahlingia
    - Släkte Smithora
- Ordning Rhodochaetales
  - Familj Rhodochaetaceae
    - Släkte Rhodochaete

Uppställningen följer Algaebase.